# Xiphocheilus
Xiphocheilus is een monotypisch geslacht van straalvinnige vissen uit de familie van de lipvissen (Labridae).

## Soort
- Xiphocheilus typus Bleeker, 1856